# Kazimierz Sablik

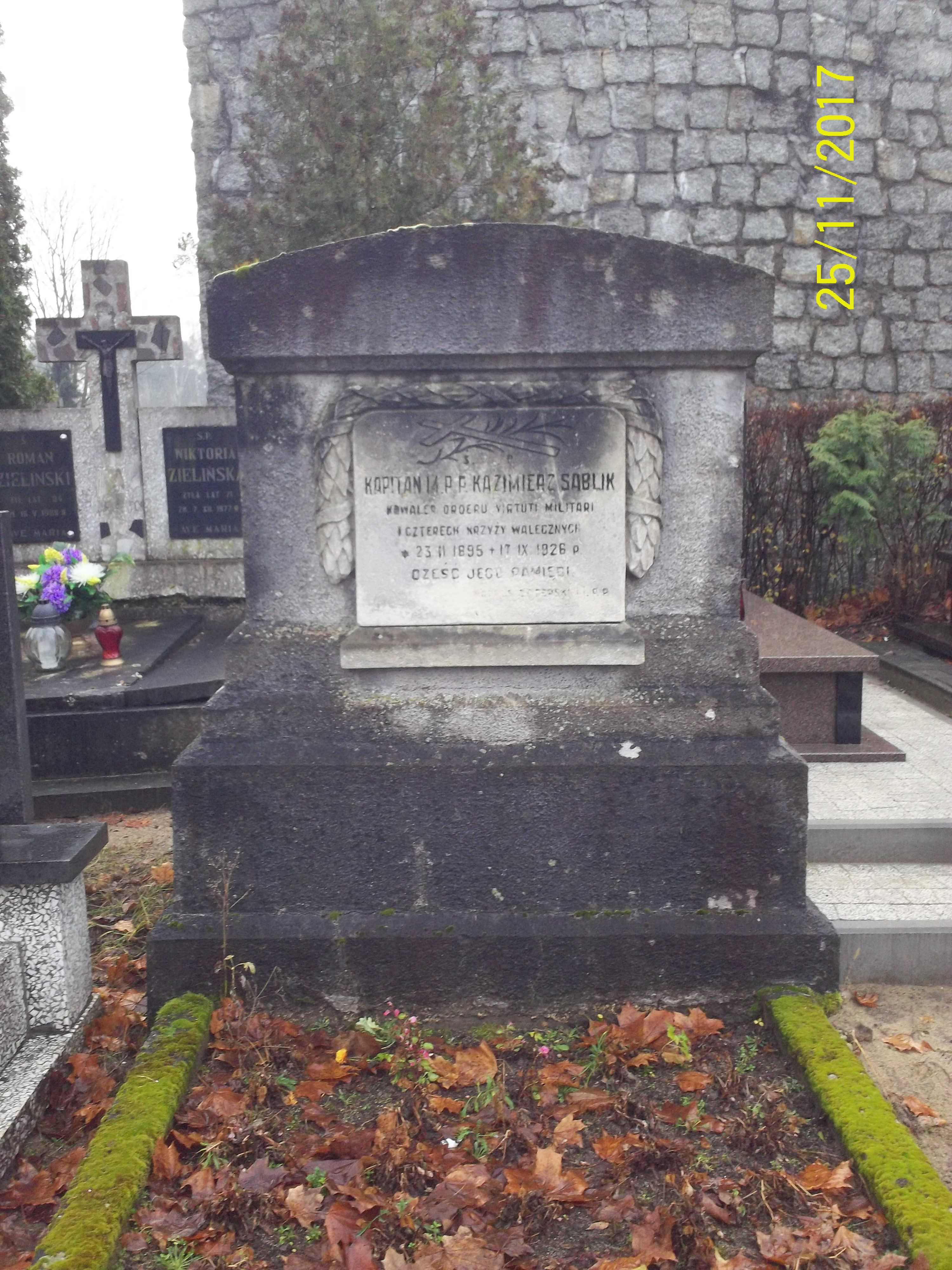
Grób kpt. Kazimierza Sablika na włocławskim cmentarzu komunalnym.

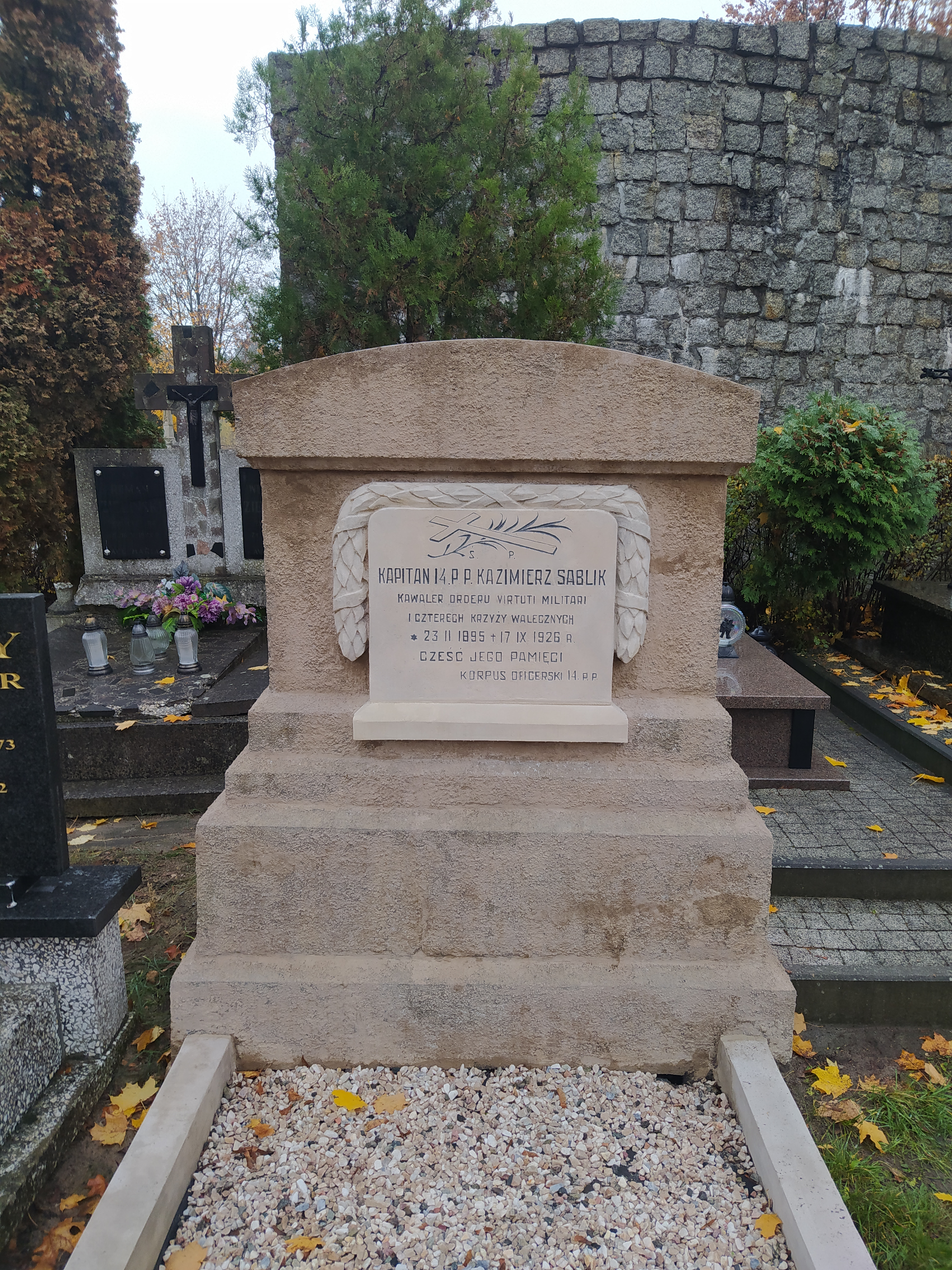
Odnowiona płyta nagrobna kpt. Kazimierza Sablika.

Kazimierz Sablik (ur. 23 lutego 1895 w Kętach, zm. 17 września 1926 we Włocławku) – kapitan piechoty Wojska Polskiego, kawaler Orderu Virtuti Militari.

## Życiorys
Urodził się jako czwarte dziecko Józefa, szewca i Józefy z domu Hałatek. Ukończył w roku 1913 Seminarium Nauczycielskie w Kętach i rozpoczął pracę w Szczyrku jako nauczyciel ludowy. Tam też wstąpił do Związku Strzeleckiego.
Od 8 sierpnia 1914 r. brał udział w walkach – początkowo w oddziałach strzeleckich, a następnie w Legionach Polskich, w których pełnił służbę w 5 pułku piechoty I Brygady (w roku 1917 ukończył w Komorowie szkołę oficerską zorganizowaną przy tymże pułku). Pod koniec września 1917 r. został wcielony do armii austro-węgierskiej i skierowany do szkoły oficerskiej, po ukończeniu której rozpoczął służbę w 2 pułku piechoty Austro-Węgier (służył w nim do połowy kwietnia 1918 roku).
Od dnia 5 listopada 1918 r. dowodził Strażą Obywatelską w Kętach. Pod koniec listopada 1918 roku wstąpił do odrodzonego Wojska Polskiego, w którym służył w 5 pułku piechoty Legionów, początkowo w stopniu sierżanta na stanowisku dowódcy plutonu. Awansowany został kolejno do stopni chorążego i podporucznika oraz przeniesiony na stanowisko oficera prowiantowego III batalionu 5 pp Legionów . Uczestnik wojny polsko-bolszewickiej 1919 – 1921. Na mocy dekretu L. 2240 wydanego w dniu 30 lipca 1920 roku przez Naczelnego Wodza – marszałka Józefa Piłsudskiego – został, jako podporucznik 5 pp Leg., mianowany warunkowo z dniem 1 maja 1920 r. do rangi porucznika. Powyższe mianowanie miało obowiązywać do czasu ukończenia prac przez Komisję Weryfikacyjną. Z dniem 16 sierpnia 1920 r. został przeniesiony do 157 pułku piechoty, w którym dowodził 6 kompanią. 21 września 1920 r. powrócił do 5 pp Leg. i objął dowodzenie nad 10 kompanią.
19 stycznia 1921 roku został mianowany kapitanem piechoty ze starszeństwem z dniem 1 czerwca 1920 r. Na dzień 1 czerwca 1921 roku nadal pełnił służbę w 5 pułku piechoty Legionów, pozostając w randze kapitana. Od 17 czerwca 1921 roku kierował Referatem Organizacyjnym w dowództwie 1 Dywizji Piechoty Legionów (przejściowo zajmował również stanowisko adiutanta tej dywizji), a z dniem 21 października 1921 r. powrócił do służby w III batalionie 5 pp Leg. (po powrocie piastował funkcje oficera żywnościowego, dowódcy 8 kompanii oraz adiutanta batalionu) .
Dekretem Naczelnika Państwa i Wodza Naczelnego z dnia 3 maja 1922 r. (dekret L. 19400/O.V.) został zweryfikowany w stopniu kapitana, ze starszeństwem z dniem 1 czerwca 1919 r. i 1170. lokatą w korpusie oficerów piechoty. Przez większość swej kariery wojskowej w niepodległej Polsce służył w 5 pp Legionów. W roku 1923 zajmował 1061. lokatę na liście starszeństwa kapitanów korpusu piechoty, a w 1924 roku była to już 618. lokata wśród kapitanów piechoty. Na podstawie rozporządzenia (sygnatura Dep. I L. 31897.1924) Ministra Spraw Wojskowych gen. dyw. Władysława Sikorskiego, opublikowanego w Dzienniku Personalnym MSWojsk., został przeniesiony z dniem 9 stycznia 1925 roku, w korpusie oficerów piechoty, z 5 pułku piechoty Leg. do włocławskiego 14 pułku piechoty (bez prawa do należności za przesiedlenie). Podczas swej służby w 14 pułku piechoty kpt. Kazimierz Sablik pełnił funkcję adiutanta II batalionu i kwatermistrza pułku . Zmarł 17 września 1926 we Włocławku na raka nerek. Pochowany został na tamtejszym cmentarzu komunalnym (sektor 84D, rząd 1, grób 8).

## Rodzina
5 sierpnia 1924 w Wilnie zawarł związek małżeński z Eugenią Józefą z domu Rozenblum. Dnia 2 października 1924 roku urodził się im w tym mieście syn Marian Kazimierz (zmarł 2 października 1941 w Auschwitz). 18 czerwca 1926 małżeństwu Sablików urodziła się we Włocławku córka – Aleksandra Wanda .

## Awanse[2]
- chorąży (18.12.1918)[2]
- podporucznik (18.3.1919)[2]
- porucznik (1.5.1920)[14]
- kapitan (1.6.1920)[2]  – 3 maja 1922 r. został zweryfikowany w tym stopniu ze starszeństwem z dniem 1 czerwca 1919 r.[6]

## Ordery i odznaczenia
- Krzyż Srebrny Orderu Wojskowego Virtuti Militari nr 4754[15][16][7]
- Krzyż Niepodległości – pośmiertnie 19 grudnia 1933 „za pracę w dziele odzyskania niepodległości”[17]
- Krzyż Walecznych (czterokrotnie)[8]
- Krzyż Legionowy[2]